# Bór mieszany świeży
Bór mieszany świeży (BMśw) – typ siedliskowy lasu występujący na całym niżu, a zwłaszcza na utworach polodowcowych moreny dennej i czołowej oraz na przyległych polach sandrowych. Siedliska boru mieszanego świeżego zajmują ok. 18% całkowitej powierzchni leśnej w Polsce. Głównymi glebami tego siedliska są gleby typu darniowo-bielicowego, czyli pod względem składu mechanicznego są to piaski słabo gliniaste, piaski gliniaste, piaski świeże, głębokie i różnoziarniste. Poziom próchnicy wynosi kilka centymetrów i posiada odczyn kwaśny. W runie leśnym występują rośliny wskaźnikowe: borówka czernica, konwalia majowa, konwalijka dwulistna, malina kamionka, kłosownica leśna, orlica pospolita, tomka wonna, zaś w podszycie spotykamy: kruszynę, leszczynę, jarzębinę, trzmielinę. Dominującym gatunkiem w składzie drzewostanu jest sosna, która posiada na tym siedlisku optymalne warunki rozwoju. Gatunkami domieszkowymi są: świerk, dąb, buk, jodła, rzadziej modrzew, osika, brzoza, grab, lipa, klon. 
Gatunki runa typowe różnicujące bór mieszany świeży od boru świeżego:
- Maianthemum bifolium – konwalijka dwulistna
- Oxalis acetosella – szczawik zajęczy
- Pteridium aquilinum – orlica pospolita
- Polytrichastrum formosum – płonnik strojny
- Fragaria vesca – poziomka pospolita

oraz w kwaśnych dąbrowach
- Lathyrus montanus – groszek skrzydlaty
- Hieracium sabaudum – jastrzębiec sabaudzki
- Hieracium laevigatum – jastrzębiec gładki
- Holcus mollis – kłosówka miękka
- Convallaria majalis – konwalia majowa
- Carex pilulifera – turzyca pigułkowata

Gatunki częste: 
- Vaccinium myrtillus – borówka czarna
- Hyllocomium splendes – gajnik lśniący
- Entodon Schreberi – rokietnik pospolity